# ژالانی
ژالانی (به چکی: Žalany) یک منطقهٔ مسکونی در جمهوری چک است که در شهرستان تپلیتسه واقع شده‌است. ژالانی ۹٫۸۷ کیلومتر مربع مساحت و ۵۱۶ نفر جمعیت دارد و ۲۳۷ متر بالاتر از سطح دریا واقع شده‌است.